# Alto Camaragibe Esporte Clube
Alto Camaragibe Esporte Clube foi uma agremiação esportiva da cidade de Passo de Camaragibe.

## História
O clube foi fundado por integrantes da Usina Santa Amália. Disputou o Campeonato Alagoano em cinco oportunidades.

## Estatísticas

### Participações
| Competição | Competição          | Temporadas | Melhor campanha    | Estreia | Última | P | R |
| Alagoas    | Campeonato Alagoano | 5          | 5º Colocado (1962) | 1960    | 1967   | – | – |